# Обсада на Солун (597)
Вижте пояснителната страница за други значения на Обсада на Солун.
Обсадата на Солун през 597 година е опит на славянските племена да завладеят града.

## Обсада
След като славяните започват да се заселват на юг от Дунав, за тях непревзети остават само големите градове. Солун остава като остров сред славянското море. Но през 597 година над 100 000 славяни обсаждат града катапулти, стенобойни машини и бойни кули. Върху ужасените византийци падали „камъни като планини и стрели като зимен сняг.“ След като получили достатъчно голям откуп обаче се оттеглили.